# Horseshoe Bend (Arkansas)
Horseshoe Bend is een plaats (city) in de Amerikaanse staat Arkansas, en valt bestuurlijk gezien onder Fulton County en Izard County en Sharp County.

## Demografie
Bij de volkstelling in 2000 werd het aantal inwoners vastgesteld op 2278.
In 2006 is het aantal inwoners door het United States Census Bureau geschat op 2282, een stijging van 4 (0.2%).

## Geografie
Volgens het United States Census Bureau beslaat de plaats een oppervlakte van
37,8 km², waarvan 34,6 km² land en 3,2 km² water.

## Plaatsen in de nabije omgeving
De onderstaande figuur toont nabijgelegen plaatsen in een straal van 24 km rond Horseshoe Bend.